# Carl Schedin
Carl Gustaf Schedin, född 17 juli 1868 i Torsångs församling, Kopparbergs län, död där 30 december 1948, var en svensk lantbrukare och politiker (bondeförbundare).
Schedin var ledamot av första kammaren 1922–1927, invald i Kopparbergs läns valkrets, samt under januari 1929 invald i Gävleborgs läns valkrets. Han är begravd på Torsångs kyrkogård.